# سابرينا جرديفيتش
سابرينا جرديفيتش (بالفرنسية: Sabrina Grdevich)‏ (و. أكتوبر 1971  م) هي ممثلة أفلام كندية، ولدت في برامبتون.

## وصلات خارجية
- سابرينا جرديفيتش على موقع IMDb (الإنجليزية)
- سابرينا جرديفيتش على موقع ألو سيني (الفرنسية)
- سابرينا جرديفيتش على موقع أول موفي (الإنجليزية)
- سابرينا جرديفيتش على موقع قاعدة بيانات الأفلام السويدية (السويدية)
- سابرينا جرديفيتش على موقع قاعدة بيانات الفيلم (الإنجليزية)
- سابرينا جرديفيتش على موقع كينوبويسك (الروسية)